# A. C. Bhaktivédánta Svámí Prabhupáda
A. C. Bhaktivédánta Svámí Prabhupáda (dévanágarí अभय चरणारविन्द भक्तिवेदान्त स्वामी प्रभुपाद, Abhaj Čaranáravinda Bhaktivédánta Svámí Prabhupáda, translit. abhaya-caraṇāravinda bhakti-vedānta svāmī prabhupāda, 1. září 1896, Kalkata – 14. listopadu 1977, Vrindavan) známý také jako Šríla Prabhupáda byl zakladatel-áčárja Mezinárodní společnosti pro vědomí Kršny (angl. zkratka ISKCON; známější pod názvem Haré Krišna). Jeho duchovním mistrem byl Bhaktisiddhánta Sarasvatí Thákura. Šríla Prabhupáda patřil k autorizované učednické posloupnosti Brahma-Madhva-Gaudíja Sampradája. V historii byl první osobností, které se podařilo přenést starověkou (védskou) indickou kulturu do západního světa v nezměněné podobě.

## Život
Šríla Prabhupáda se narodil v Kalkatě, 1. září 1896 do vaišnavské rodiny jako Abhaj Čaran De. Jeho otec se jmenoval Gour Móhan De a matka Radžaní Déví. Už když se narodil, astrolog předpověděl, že ve věku 70 let překročí oceán a stane se mocným kazatelem. Již ve věku pěti let vykonal svou první Ratha-játru (festival vozů) s malým vozem, který mu obstaral jeho otec. Ve svých šesti letech začal Prabhupáda uctívat Rádhu a Krišnu. V letech 1916-1920 studoval na škole Scottish Churches’ College (později Scottish Church College) v Kalkatě. Po dokončení školy však nechtěl přijmout diplom a odmítl akademické vzdělání. Na radu svého otce se již během studia v roce 1918 oženil s Rádháraní Déví. V roce 1921 se jim narodil první syn. V té době pracoval jako asistent v Boseho laboratoři v Kalkatě.
V roce 1922 se poprvé setkal s Bhaktisiddhántou Sarasvatím. Ten ho už tehdy požádal, aby kázal misii Čaitanji Maháprabhua v západních zemích. Ve stejný rok se Prabhupáda přidal ke Gándhího hnutí. Asi rok později se přestěhoval do Iláhábádu, kde si otevřel vlastní lékárnu. V roce 1925 poprvé navštívil Vrindávan. V dalších letech se vícekrát setkal s Bhaktisiddhántou Sarasvatím a pomáhal s otevíráním několika středisek Gaudíja-Mathu.

### Kázání a cesta na západ
V roce 1933 byl obřadně zasvěcen v Iláhábádu Bhaktisiddhántou Sarasvatím Thákurem. V roce 1935 navštívil Bhaktisiddhántu Sarasvatího u Rádhá-kundu, kde od něho získal pokyny ohledně vydávání knih a stavění chrámů. V roce 1936, krátce před svou smrtí, dal Bhaktisiddhánta Sarasvatí Prabhupádovi pokyn kázat v angličtině.
Prabhupáda se tak začal připravovat na kázání, aby mohl splnit přání svého duchovního mistra. Začal být přesvědčený o důležitosti mise Čaitanji Maháprabhua. V roce 1944 začal vydávat v angličtině časopis "Návrat k Bohu" (Back To Godhead). V roce 1947 byl odměněn titulem "Bhaktivédánta". V roce 1951 opustil rodinný život. V roce 1953 v Džhansi založil "Ligu oddaných" a zasvětil svého první žáka.
V roce 1956 se přestěhoval do Vrindávanu. V roce 1959 Prabhupáda přebýval v chrámu Rádhá-Dámódara, kde začal pracovat na svém životním díle - překladu Šrímad Bhágavatamu (Bhágavata Purány). Ve stejném roce také přijal životní stav odříkání (sannjás). V letech 1962-1965 vydal první tři svazky (1. zpěv) Šrímad Bhágavatamu. Aby mohl splnit přání svého duchovního mistra, rozhodl se, že odjede do Ameriky a doufal, že se tam jeho kázání uchytí více než v Indii. Po dlouhém nalehání mu nakonec majitelka lodní společnosti paní Morárdžíová dala lístek na palubu lodi Džaladúta, která plula z Kalkaty do New Yorku. Tak 13. srpna 1965 ve 13:30 Šríla Prabhupáda nastoupil na Džaladútu jen s malým zavazadlem a bednou knih, sám a téměř bez peněz.

### Počátky kázání v Americe
Po 36 denní plavbě, 17. září 1965 v 5:30 Džaladúta dorazila do Bostonu. To bylo poprvé, kdy Šríla Prabhupáda vkročil na západní půdu. Další den loď doplula do New Yorku. Již během plavby Prabhupáda složil Modlitbu k lotosovým nohám Krišny a také modtliby Márkine Bhágavata-dharma. Prabhupáda vůbec neměl v plánu se přizpůsobovat tamním zvykům a západní kultuře. Stále nosil své tradiční indické oblečení a rozhodně nezačal jíst maso jako lidé na západě. Nějakou dobu žil v Pensylvánii v hinduistické rodině Aggarwalových. Během dalších měsíců přebýval u Dr. Mišry a pak se přestěhoval do Bowery v New Yorku. Prabhupáda také uspořádal několik přednášek z Bhágavatamu.
V červenci 1966 přebýval v New Yorku na 26th 2nd Avenue v domě s obchodem s dárkovým zbožím (Matchless Gifts). Právě tam se zrodily počátky hnutí Hare Krišna (ISKCONu). Postupně si ho začali lidé všímat když zpíval a hrál na tradiční indické nástroje. 13. července 1966 Prabhupáda oficiálně založil Mezinárodní společnost pro vědomí Krišny (ISKCON). V září 1966 zasvětil první západní žáky a postupně je seznamoval s védskou kulturou. V roce 1967 ISKCON otevřel středisko na západním pobřeží v San Franciscu. Oddaní začali otevírat další střediska a ISKCON začínal expandovat. Ve stejném roce Prabhupáda dokončil překlad a komentář k Bhagavad-gítě.

## Celosvětová expanze ISKCONu
V roce 1967 Šríla Prabhupáda poprvé navštívil Velkou Británii. ISKCON se začíná šířit do Evropy. Prabhupáda se setkal se členy skupiny Beatles a s Georgem Harrisonem oddaní nahráli LP desku s mahá-mantrou Hare Krišna. Ta se stala hitem hned v několika zemích. George Harrison byl velkým příznivcem hnutí Hare Krišna a daroval Prabhupádovi venkovskou usedlost za Londýnem. Ta je dnes známá jako Bhaktivedanta Manor a je hlavním centrem ISKCONu v Anglii. V roce 1969 proběhla instalace božstev v Londýně a Los Angeles. V roce 1972 Prabhupáda založil pro vydávání svých knih nakladatelství Bhaktivedanta Book Trust, které je dnes největším nakladatelstvím v oblasti indické filozofie.
ISKCON se rozšířil dále do Austrálie, Afriky a Asie. V té době byl ISKCON už významnou celosvětovou organizací. V roce 1970 Prabhupáda založil Správní radu ISKCONu (Governing Body Comission) - hlavní řídící orgán celé instituce. Někteří jeho žáci začali přijímat sannjás a cestovali po světě, aby Prabhupádovi pomáhali s kázáním. V Indii a po celém světě začal být ISKCON uznáván jako autorizované hnutí, jehož kořeny sahají tisíce let do minulosti. Prabhupádovi se podařilo naplnit přání jeho duchovního mistra. Žádný z jeho duchovních bratrů mu však nepomohl, přesto, že je několikrát žádal už když přijel do Ameriky. Ti se místo toho dohadovali, kdo z nich nastoupí na post áčárji po Bhaktisiddhántovi Sarasvatím. Prabhupáda jediný splnil přání Bhaktisiddhánty Sarasvatího a rozšířil misi Čaitanji Maháprabhua do celého světa.
Prabhupáda během dvanácti let čtrnáctkrát objel celou zeměkouli a neustále dohlížel na růst svého hnutí. Po celém světě má ISKCON spoustu chrámů a dodnes pokračuje s výstavbou nových chrámů. Hlavním projektem je Chrám védského planetária v Majápuru, jehož výstavba v současnosti probíhá (od r. 2010). ISKCON má dnes po celém světě přes 600 středisek a chrámů, několik škol, restaurací, nemocnic a vědeckých institutů.

## Literární přínos
Šríla Prabhupáda vedle kázání neustále psal knihy v anglickém jazyce. Jeho životní dílo tvoří vesměs překlady védských písem ze sanskrtu a bengálštiny. K překladům psal tzv. Bhaktivedantovy výklady, pomocí kterých čtenář lépe pochopí původní text. Jeho knihy byly z angličtiny dále přeloženy do více než 80 světových jazyků. Mezi jeho nejvýznamnější knihy patří:
- Bhagavad-gítá, taková, jaká je - překlad ze sanskrtu a výklad.
- Šrímad Bhágavatam - mnohosvazkový překlad ze sanskrtu a výklad.
- Šrí Čaitanja Čaritámrita - mnohosvazkový překlad z bengálštiny a výklad.
- Nektar oddanosti - souhrnná studie Bhakti-rasámrita-sindhu od Rúpy Gósvámího
- Zlatý Avatár - souhrn učení z Čaitanja Čaritámrity
- Nektar pokynů - překlad Upadéšámrty od Rúpy Gósvámího
- Šrí Íšópanišad - překlad ze sanskrtu a výklad
- KRIŠNA, Nejvyšší Osobnost Božství - souhrnná studie 10. zpěvu Šrímad Bhágavatamu

Dále vyšlo spoustu knih, které se skládají z Prabhupádových přednášek, dopisů, rozhovorů atd:
- Učení Šrí Kapily
- Učení královny Kuntí
- Nauka o seberealizaci
- Vědecké poznání duše
- Život pochází ze života
- Cesta za poznáním
- Mezi životem a smrtí
- Rádža-vidjá: Královské poznání
- Návraty: Nauka o reinkarnaci

Život Šríly Prabhupády zdokumentoval jeden z jeho žáků Satsvarúpa dása Góswámí v šestidílné biografii Srila Prabhupada Lilamrta. Zkrácená verze dostupná i v češtině se jmenuje Prabhupáda.